# Александрова, Валентина Петровна
Валентина Петровна Александрова (9 марта 1923 — 17 июля 2007) — советский и украинский учёный-экономист, доктор экономических наук (1968), профессор (1970), специализировалась в области экономических проблем научно-технологического развития страны.

## Биография
Валентина Александрова родилась 9 марта 1923 года в Харькове. Её юность пришлась на военные годы. Вместе с мужчинами она ушла добровольцем на фронт и больше трёх лет воевала в зенитно-артиллерийском полку на Воронежском, Юго-Западном, Первом Украинском фронтах.
После войны в 1947 году окончила Харьковский инженерно-экономический институт. В 1951 году защитила кандидатскую диссертацию на тему «Себестоимость стали на металлургических комбинатах УССР и пути её снижения», а в 1968 году — докторскую диссертацию.
55 лет ее работы на ниве экономической науки были посвящены совершенствованию методов программирования и прогнозирования научно-технического развития страны. Работала в Институте экономики НАН Украины, а впоследствии в Государственном учреждении «Институт экономики и прогнозирования НАН Украины» в отделе технологического прогнозирования и инновационной политики, получала стипендию Президента Украины.
Валентина Александрова умерла 17 июля 2007 года в возрасте 84 лет.

## Научные достижения
Перу Валентины Александровой принадлежат более 200 научных работ, среди которых индивидуальные и коллективные монографии, в которых освещены пути повышения эффективности инновационной сферы деятельности. Валентиной Петровной создано собственную научную школу (моделирование инновационного развития). Более 50 кандидатов и докторов экономических наук, подготовленные ею, работают в научных и государственных учреждениях, высших учебных заведениях Украины и за её пределами.

## Труды
- Розподіл коштів на стадіях науково-технічного циклу в Україні / В. П. Александрова // Економіка і прогнозування. — 2006. — № 2. — С. 77—88.
- Пріоритети технологічного розвитку економіки України перехідного періоду / В. П. Александрова // Економіка і прогнозування. — 2003. — № 1. — С. 70—86.
- Перспективи фінансування економіки знань / В. П. Александрова // Економіка і прогнозування. — 2004. — № 1. — С. 71—86
- Прогнозування впливу інноваційних факторів на розвиток економіки України / В. П. Александрова, М. І. Скрипниченко, Л. І. Федулова // Економіка і прогнозування. — 2007 — № 2 — С. 9—26.
- Державні цільові програми та упорядкування програмного процесу в бюджетній сфері / В. М. Геєць, О. І. Амоша, Т. І. Приходько, В. П. Александрова, В. В. Близнюк ; Ін-т економіки та прогнозування НАН України. — К.: Наукова думка 2008. — 384 с.
- Джерела фінансового забезпечення інноваційної діяльності / В. П. Александрова // Проблеми науки — 2004. — № 1. — С. 22—29.
- Інноваційний потенціал та його роль в економічному розвитку країни / В. П. Александрова // Наука та наукознавство — 2004. — № 2. — С. 39—45.
- Розвиток трансферу науково-технічних досягнень в Україні / В. П. Александрова, Т. І. Щедріна // Економіка і прогнозування — 2001. — № 1. — С. 100—108.
- Ефективність передових методів праці в промисловості Української РСР / В. П. Александрова, І. І. Рижков. — К.: Товариство для поширення політичних і наукових знань Української РСР, 1958. — 40 с.
- Пути комплексного совершенствования планирования, финансирования и экономического стимулирования НТП на основе системы нормативов длительного действия / В. П. Александрова, Т. П. Загорская, Р. М. Коломиец. — К.: АН УССР, 1980. — 58 с.
- Управление технико-экономическим развитием промышленного предприятия / В. П. Александрова, Т. П. Загорская, П. Ф. Котяев. — К.: Техніка, 1987. — 140 с.